# A*Teens
A*Teens (стилізується як A★TEENS) — шведський поп-гурт. Існував в 1998—2004 роках. Дебютний альбом The ABBA Generation, що містив кавер-версії композицій групи ABBA, приніс A * Teens велику міжнародну популярність. Надалі група перейшла на виконання власних пісень і вже не зуміла повторити свій початковий успіх.

## Альбоми
Офіційна дискографія A*Teens налічує три студійні альбоми і один збірник, проте New Arrival фактично є четвертим студійним альбомом.
- The ABBA Generation (1999).
- Teen Spirit (2001).
- Pop 'Til You Drop! (2002).
- New Arrival (2003).
- Greatest Hits (2004).